# Barstuk
Un Barstuk est, selon Louis Noirot, une divinité prusse, identifiée ultérieurement comme un  type de nain présents dans les contes folkloriques du voïvodie de Varmie-Mazurie en Pologne. Selon cette tradition, ils vivraient dans la forêt et ils aident les personnes dont ils ont secrètement visité la maison.